# Gervase Mathew
Anthony Gervase Mathew era um padre católico e acadêmico britânico. Ele nasceu em 14 de março de 1905 e morreu em 4 de abril de 1976. Membro da Ordem Dominicana, lecionou no Blackfriars Hall, Universidade de Oxford. Seu irmão mais velho, David Mathew, serviu como bispo na Igreja Católica Romana.

## Vida
Gervase Mathew nasceu em 14 de março de 1905. Seu pai, Anthony Mathew, era advogado, que preferiu educar seus dois filhos em casa em vez de mandá-los para um colégio interno.
Em 1924, Gervase seguiu seu irmão, David, para Balliol College, Oxford, onde leu História Moderna com Sir Maurice Powicke. Após sua graduação em Oxford, em 1928 Mathew estudou na British School em Atenas. No mesmo ano ingressou na Ordem Dominicana. Ele foi ordenado em 1934.

## Carreira acadêmica
Em 1934, Mathew voltou a Oxford para assumir um cargo no Blackfriars Hall. Ele deu palestras na Escola de Teologia e na Blackfriars.
As publicações de Mateus cobriram uma variedade de campos, incluindo antiguidade clássica, arte e história bizantina, teologia histórica, patrística e literatura e política inglesas do século XIV. Em colaboração com a cadeira de estudos gregos modernos, professor John Mavrogordato, Mathew instituiu os estudos bizantinos na Universidade de Oxford. De 1947 a 1971, ele ocupou o cargo de professor universitário em estudos bizantinos e, em 1965, foi professor visitante na Universidade da Califórnia.
Enquanto estava em Oxford, Mathew foi membro convidado de um grupo literário, os Inklings, que também era frequentado por JRR Tolkien, CS Lewis, David Cecil e Owen Barfield.